# Primera División del Congo 2019
La Primera División del Congo 2019 fue la edición número 52 de la Primera División del Congo. La temporada comenzó el 8 de diciembre de 2018 y culminó el 30 de mayo de 2019. A partir de esta temporada cuenta con 14 equipos, ya que no hubo ascensos de la Segunda División del Congo.

## Equipos participantes
- AC Léopards (Dolisie)
- AS Cheminots (Pointe-Noire)
- AS Otôho (Oyo)
- CARA Brazzaville (Brazzaville)
- CS La Mancha (Pointe-Noire)
- Diables Noirs (Brazzaville)
- Étoile du Congo (Brazzaville)
- FC Kondzo (Brazzaville)
- Inter Club Brazzaville (Brazzaville)
- JS Talangaï (Brazzaville)
- Nico-Nicoyé (Pointe-Noire)
- Patronage Sainte-Anne (Brazzaville)
- Tongo FC (Brazzaville)
- Vita Club Mokanda (Pointe-Noire)

### Ascensos y descensos
| Pos. | Ascendidos de Segunda División 2018 |
| ---- | ----------------------------------- |
| x    | No hubo                             |

| Pos. | Descendidos de Primera División 2018 |
| ---- | ------------------------------------ |
| 15   | JS Poto-Poto                         |
| 16   | Saint Michel d'Ouenzé                |

## Tabla general
Actualizado el 12 de junio de 2019
| Pos. | Equipo                 | PJ | PG | PE | PP | GF | GC | DG  | Pts. | Clasificación a                               |
| ---- | ---------------------- | -- | -- | -- | -- | -- | -- | --- | ---- | --------------------------------------------- |
| 1    | AS Otôho (C)           | 26 | 20 | 4  | 2  | 55 | 9  | +46 | 64   | Campeón y Liga de Campeones de la CAF 2019-20 |
| 2    | Étoile du Congo        | 26 | 16 | 6  | 4  | 46 | 20 | +26 | 54   | Copa Confederación de la CAF 2019-20 (*)      |
| 3    | Diables Noirs          | 26 | 13 | 8  | 5  | 30 | 19 | +11 | 47   |                                               |
| 4    | JS Talangaï            | 26 | 12 | 5  | 8  | 41 | 30 | +11 | 41   |                                               |
| 5    | CARA Brazzaville       | 26 | 11 | 5  | 10 | 33 | 25 | +8  | 38   |                                               |
| 6    | Tongo FC               | 26 | 11 | 3  | 12 | 28 | 33 | -5  | 36   |                                               |
| 7    | Vita Club Mokanda      | 26 | 10 | 5  | 11 | 23 | 29 | -6  | 35   |                                               |
| 8    | Inter Club Brazzaville | 26 | 10 | 4  | 12 | 21 | 28 | -7  | 34   |                                               |
| 9    | AC Léopards            | 26 | 9  | 4  | 13 | 28 | 38 | -10 | 31   |                                               |
| 10   | AS Cheminots           | 26 | 8  | 6  | 12 | 24 | 29 | -5  | 30   |                                               |
| 11   | Nico-Nicoyé            | 26 | 6  | 10 | 10 | 22 | 30 | -8  | 28   |                                               |
| 12   | FC Kondzo              | 26 | 8  | 3  | 15 | 27 | 46 | -19 | 27   |                                               |
| 13   | Patronage Sainte-Anne  | 26 | 6  | 6  | 14 | 26 | 36 | -10 | 24   | Play-off Descenso                             |
| 14   | CS La Mancha (D)       | 26 | 4  | 7  | 15 | 16 | 48 | -32 | 19   | Segunda División 2019-20                      |

(*) El Étoile du Congo ganó la Copa del Congo de Fútbol